# Attak
Attak, den första skivan med industrial bandet KMFDM efter deras uppbrott och efter MDFMK projektet, släpptes 2002 av Metropolis Records. Många låtar på skivan är starkt influerade av de medlemmar som gruppen då bestod av, som exempelvis Tim Skold från Skold och Raymond Watts från P.I.G..

## Låtlista
| Nr  | Titel                | Längd | Notering                                              |
| --- | -------------------- | ----- | ----------------------------------------------------- |
| 1.  | Attak/Reload         |       | Lucia Cifarelli, Sascha Konietzko                     |
| 2.  | Skurk                |       | Konietzko, Tim Skold                                  |
| 3.  | Dirty                |       | Jules Hodgson, Konietzko, Bill Rieflin, Raymond Watts |
| 4.  | Urban Monkey Warfare |       | Cifarelli, Konietzko                                  |
| 5.  | Save Me              |       | Konietzko, Skold                                      |
| 6.  | Yohoho               |       | Cifarelli, Konietzko, Watts                           |
| 7.  | Superhero            |       | Cifarelli, Konietzko                                  |
| 8.  | Sturm&Drang          |       | Konietzko, Skold                                      |
| 9.  | Preach/Pervert       |       | Konietzko, Watts                                      |
| 10. | Risen                |       | Konietzko, Skold                                      |
| 11. | Sleep                |       | ifarelli, Konietzko, Rieflin                          |

## Medverkande
- Sascha Konietzko: Trummaskin, programmering, synthesizers, sång, bas, slagverk
- Tim Skold: gitarr, bas, trummor, programmering, synthesizers, sång, slagverk, basgitarr
- Bill Rieflin: Trummor, bas, programmering, synthesizers, slagverk, gitarr
- Lucia Cifarelli: Sång
- Jules Hodgson: Gitarr
- Raymond Watts: Sång, trumm-loopar
- Arianne Schreiber: Sång
- Curt Golden: Slide-gitarr
- Dorona Alberti: Sång